# Machonet
 Machonet (fl. XIX secolo) è stato un tiratore a segno britannico.
Partecipò alle gare di tiro a segno delle prime Olimpiadi moderne che si svolsero ad Atene. Prese parte alla carabina militare, senza risultati di rilievo e classificandosi dalla quattordicesima alla quarantunesima posizione.
Non si conoscono altri dettagli della sua vita, né dei suoi dati anagrafici.